# Márcio Catão
Márcio Hastenreiter Catão, ou simplesmente Márcio Catão, (Teresópolis, 11 de outubro de 1963 — Teresópolis, 28 de janeiro de 2023) foi um administrador e político brasileiro, prefeito de Teresópolis entre 2015 e 2016 e vice durante 2012 e 2015. Exercia as funções de superintendente do Shopping Teresópolis e sócio-administrador da Viação Teresópolis.

## Biografia e vida política
Catão ingressou na carreira política em 2012, após eleger-se vice-prefeito junto com o titular Arlei Rosa com a maioria dos votos válidos. O principal marco da administração Arlei/Catão foi liderar a cidade durante a Copa do Mundo FIFA de 2014, onde a Seleção Brasileira fez sua preparação, na Granja Comary. No entanto, Arlei se envolveu em escândalos, desde seu enriquecimento ilícico a alegação de má gestão político-administrativa dos recursos do Instituto de Previdência dos Servidores Municipais (Tereprev). Arlei foi afastado em 18 de agosto de 2015 pela Câmara de Vereadores, retornando em 1 de setembro do mesmo ano. Durante esse tempo, Catão governou o município ainda sob o título de vice. Após algumas reviravoltas e decisões judiciais provisórias, Arlei foi definitivamente afastado em 29 de outubro de 2015 e Catão foi oficialmente empossado como prefeito. Pela oitava vez na conturbada história política de Teresópolis um vice assumiu o cargo de prefeito.
Seus planos de governo eram basicamente reduzir o número de secretarias e pagar o salário dos funcionários públicos. O principal marco de sua administração foi a entrega da Praça Olímpica Luís de Camões, que estava sob reforma desde o primeiro semestre de 2014.
No entanto, a administração Catão foi mais curta que o esperado. O então vencedor das eleições de 2012, Mário Tricano, impedido de assumir à época por indeferimento, teve seus votos validados e reconhecidos pelo Superior Tribunal Federal, quase quatro anos após a tal eleição.
Catão faleceu em 28 de janeiro de 2023, vítima do vírus varicela-zoster.